# Честняков Юхим Васильович
Юхи́м Васи́льович Честняко́в (Євфи́мій Само́йлов) (рос. Ефи́м Васи́льевич Честняко́в) (1874, д. Шаблово Кологрівского повіту Костромської губернії -. 1961 року, д Шаблово Кологрівского району Костромської області.) - російський (мерянський) художник (портрети та казкові сюжети в руслі псевдонаівного мистецтва), письменник (казки, оповіді , роман у віршах, вірші, роздуми), скульптор (дрібна глиняна пластика), творець дитячого театру в Шаблово, народний цілитель і провидець. Пік творчості припав на першу чверть XX століття.
Найбільш відомі картини: «Місто загального благоденства», «Щедре яблуко», «Наш фестиваль», «Святкова хода з піснею», «Коляда», «Слухають гуслі», «Казковий мотив», «Жінки і діти».
«Селянські діти дуже рано стають дорослими, - говорив Юхим. - Треба дати їм повне дитинство, щоб душа їх встигла наповнитися радістю життя, щоб встигла прокинутися творча фантазія.
Наскільки в дорослому людині уцілів дитина, настільки він і особистість.
Людина приходить у світ гармонійним. Розбудити в дитячій душі творче начало і не дати заснути цього початку - ось що треба робити»